# ビルマコクタン
ビルマコクタン（学名 : Diospyros burmanica）は、カキノキ科の落葉高木である。ビルマでは တည်（/tɛ̀/ テー）と呼ばれている。ビルマの乾燥地帯に生育している。
葉は長楕円形である。花は灰緑色で、花冠・萼には軟毛が密に生えている。果実は球形であり、直径3センチメートルである。材は赤褐色で黒色の縞があり、比重は0.79-1.03である。材は、建築用材、家具やキャビネットの用材に使用される。